# Nicolaus Petri (Grubb)
Nicolaus Petri (Grubb), född 1554 i Skänninge församling, Östergötland, död 23 april 1594 i Linköpings församling, Östergötland, var en svensk präst.

## Biografi
Petri föddes 1554 i Skänninge församling. Han var son till biskopen Petrus Caroli i Linköping. Petri var på besök i Uppsala 1573. Efter Uppsala studerade han  för Kloster-Lasse i Stockholm. Efter studier i Stockholm började han att studera utomlands och blev där filosofie magister. År 1576 blev Petri rektor i Kalmar. Han fick då årligen en tionde i inkomst från Söderåkra församling och Hagby församling. Han var prebende och hade Förlösa pastorat från 1576. 1582 bytte han ut tionden från Hagby mot en tionde från Högsby församling.
Petri flyttade 1585 till Linköping, där han hade blivit utnämnd till decanus. I lön varje år fick han då en tionde från Norra Möckleby församling. Petri blev senast 1586 domprost i Linköpings församling. Han lämnade tjänsten som domprost 1592. År 1593 var han penitentiarie. Petri avled 23 april 1594 och begravdes i Linköpings domkyrka.

### Familj
Nicolaus Petri gifte sig 1583 med Anna Björnram (1563–1603). Hon var dotter till ärkebiskopen Andreas Laurentii Björnram och Anna Michaelsdotter. De fick tillsammans barnen lektorn Nicolaus Nicolai Grubb (1584–1622) i Linköping, översten Lars Nicolai Grubb (född 1585) och Brita Grubb (död 1670) som var gift med borgmästaren Göran Tyresson Dyk i Linköping. Efter Nicolaus Petris död gifte Anna Björnram om sig 9 mars 1595 med assessor i Göta hovrätt Peder Mattsson Stiernfelt.